# Troisgots
Ne doit pas être confondu avec Troisgros.
Troisgots est une ancienne commune française du département de la Manche et de la région Normandie.
Devenue le 1er janvier 2017 une commune déléguée au sein de la commune nouvelle de Condé-sur-Vire, le statut est supprimé au 15 mars 2020 par décision du conseil municipal,.

## Géographie

### Localisation
Situé dans le Pays saint-lois, le bourg de Troisgots est à 6,5 kilomètres au nord de Tessy-sur-Vire et à 14 kilomètres au sud de Saint-Lô, préfecture de la  Manche. L'atlas de paysages de la Basse-Normandie place la quasi-totalité du territoire communal dans l'unité de la vallée de la Vire aux « paysages variés mais déterminés par un encaissement profond du cours d’eau », mais en limite est de la « Manche centrale », caractérisée par un bocage fermé au faible relief.
| Bourgvallées (comm. dél. de Saint-Romphaire) | Bourgvallées (comm. dél. de Saint-Romphaire), Condé-sur-Vire (comm. dél. du Mesnil-Raoult) | Condé-sur-Vire                                  |
| Moyon Villages (comm. dél. du Mesnil-Opac)   | Troisgots                                                                                  | Torigny-les-Villes (comm. dél. de Brectouville) |
| Moyon Villages (comm. dél. de Moyon)         | Tessy-Bocage (comm. dél. de Fervaches)                                                     | Domjean                                         |

### Géologie et relief
Le point culminant (133 m) se situe sur la colline dominée par le bourg, au nord de celui-ci, près du lieu-dit le Presbytère. Le point le plus bas (25 m) correspond à la sortie de la Vire du territoire, au nord, au pied de cette colline. La commune est bocagère.

### Hydrographie
Troisgots est dans le bassin de la Vire qui délimite l'ouest du territoire. Son affluent, le Marqueran, fait fonction de limite sud et un affluent de celui-ci délimite le sud-ouest. Les eaux du nord du territoire sont collectées par un autre affluent de la Vire, la rejoignant au niveau de Condé-sur-Vire.

### Climat
Le climat est océanique, comme dans tout l'Ouest de la France. La station météorologique la plus proche est Granville-Pointe du Roc, à 42 km, mais Caen-Carpiquet est à moins de 50 km.

## Urbanisme

### Lieux-dits, hameaux et écarts
Les lieux-dits sont, du nord-ouest à l'ouest, dans le sens horaire : les Poiriers, l'Aunay, les Cancères, les Corvées, la Croix Rouland, la Pastairie (au nord), le Mesnil-Guillaume, les Monts, la Henrière, la Vesquerie, la Fosse, le Presbytère, l'Angerie, l'Étournière, la Herbaudière, le Bos Russe, le Grand Val de Vire, le Pendant, le Petit Val de Vire (à l'est), la Rocque, la Chapelle-sur-Vire, le Jardin, le Bois (au sud), le Hamel, la Pézerie, le Bourg, l'Épannerie, la Lande Mathieu, le Val Rainfray, l'Écannerie, la Mercerie et la Couillardière (à l'ouest).

### Voies de communication et transports
Le bourg de Troisgots est à l'écart des principaux axes routiers départementaux. Deux routes départementales secondaires se croisent dans le bourg. La D 396 permet à l'ouest de retrouver Moyon et à l'est Torigni-sur-Vire. Vers le nord, la D 159 retrouve Saint-Romphaire et mène au sud-est au site de la Chapelle-sur-Vire, sur la route de Tessy à Condé-sur-Vire. Partant de la D 396 à l'est du bourg, la D 259 rejoint plus directement Condé au nord-est. L'A84 est accessible à 11 km au sud (sortie 39), par Tessy-sur-Vire.

## Toponymie
Troisgots est mentionné sous les formes Tresgoth et Tresgoz au XIIe siècle, la forme Troisgots apparaissant au XVIIIe siècle.
Certains ont proposé de manière conjecturelle les termes d'ancien français tres, tré « au-delà, à travers » (issu du latin trans) suivi de gaut « forêt, bois, bocage, terre inculte où poussent des broussailles » (issu du germanique *walduz « forêt », cf. allemand Wald, même sens), c'est-à-dire « au-delà du bois » en faisant sans doute référence à la topographie locale et plus particulièrement à la pente de la colline descendant vers le cours de la Vire qui est dénommé le bois sur le cadastre.
Cela dit, les formes anciennes en -goth / -goz contredisent cette hypothèse, car gaut a de nombreuses variantes attestées waut, gault, gaud, gal, etc., mais pas *got. En outre, toute relation avec la topographie est hasardeuse. La forme Trois- est une francisation, car Tré- a été interprété comme le terme normand treis signifiant précisément « trois ». Le second élément -goth / -goz implique plutôt une relation avec l'anthroponyme Goz.
Le nom du village est probablement à l'origine du patronyme Tresgots, à moins qu'il s'agisse de l'inverse, qu'on trouve historiquement presque exclusivement dans le département de la Manche.
Le gentilé est Trégeois.

## Histoire

### Moyen Âge
Un sire (Geoffroy ?) de Tregoz figure parmi les compagnons de Guillaume le Conquérant à Hastings en 1066 comme rapporté par la liste de Falaise et Wace, et fera souche en Angleterre. Son nom est resté attaché à la paroisse anglaise de Lydiard Tregoze dans le Wiltshire.
Le château fort, d'où est issu la famille normande de Trégoz, avait une position stratégique. Il se situait à la confluence de la Vire et du ruisseau du Marquerand à la limite des communes de Fervaches et de Troisgots, à l'extrémité d'une langue de terre entourée d'eau.
En 1197, Robert de Trégoz fonde un prieuré en l'honneur de Notre-Dame avec trois moines bénédictins de Hambye chargés de desservir les deux paroisses de Trégoz et de Hambye. Une lettre de Jean sans Terre, alors qu'il était duc de Normandie, dans la quatrième année de son règne (1199-1204), prouve que ce Robert avait la garde du château. Jean sans Terre passera au château de Trégoz au début du XIIIe siècle.
Vers 1200, l'église relevait de l'abbaye de Hambye.
En 1204, à la suite de la confiscation par Philippe Auguste de la Normandie, la seigneurie de Troisgots passe dans le domaine royal. Dans le registre des fiefs de Philippe Auguste, rédigé entre 1204 et 1212, la paroisse est indiquée comme appartenant au « Roi per eschaetam ». Elle devait alors le service d'un chevalier et demi. Mais dès le milieu du XIIIe siècle, la seigneurie, ainsi que celle de Fervaches, est tenue par la famille Boterel de Quintin dans l'évêché de Saint-Brieuc. En 1272, Geoffroy Boterel tenait dans le grand bailliage de Cotentin un quart de fief de chevalier, et envoya un chevalier à l'ost de Foix,.
Dans l'état des fiefs de la vicomté de Coutances dressé en 1327 par Godefroy Le Blond, bailli de Cotentin, on trouve que le sire de Quintin tenait du roi Trégoz (Troisgots), Fervaches et Saint-Romphaire par un fief et demi de haubert. Dans ce même état, dans un autre article, Raoul Evreul tient en hommage de M. Geoffroy Botm, chevalier, seigneur de Trégoz, une vavassorie à Saint-Romphaire. Toujours en 1327, et dans cet état, c'est l'abbé de Hambye qui est patron de Trégoz et également de Saint-Romphaire, patronages qui lui appartenait depuis le règne de Saint Louis (1226-1270) comme il est rapporté dans le registre des cures du diocèse rédigé au XIIIe siècle.
En 1428, Jehan IV du Perrier, seigneur de Quintin, fils aîné de de Geoffroy du Perrier et de Plézou Boterel, hérite notamment du fief de Troisgots, à la suite de la mort de son oncle Geoffroy IV Boterel, seigneur de Quintin.
En 1457, Tristan du Perrier, comte de Quintin et seigneur de Troisgots, avoue tenir du roi, le fief, terre et seigneurie de Troigots, lequel est tenu pour moitié en parage (possession d'un fief indivis entre plusieurs cohéritiers) en quart degré, soit la 4e génération du côté dudit du Perrier, et en second degré, par Geoffroy de Chateaugiron, dit de Malestroit, chevalier, seigneur de Combourg.

### Époque contemporaine
Le village est libéré le 31 juillet 1944.

## Politique et administration
| Période                                                                                          | Période       | Identité               | Étiquette | Qualité     |
| ------------------------------------------------------------------------------------------------ | ------------- | ---------------------- | --------- | ----------- |
| 1790                                                                                             | 1809          | Jean Baptiste Beaufils |           |             |
| 1809                                                                                             | 1812          | Pierre Mourocq         |           |             |
| 1812                                                                                             | 1830          | Jacques Mourocq        |           |             |
| 1830                                                                                             | 1837          | Jean Beaufils          |           |             |
| 1837                                                                                             | 1840          | Pierre Goulet          |           |             |
| 1840                                                                                             | 1864          | Philippe Hulin         |           |             |
| 1864                                                                                             | 1876          | Louis Delafosse        |           |             |
| 1876                                                                                             | 1919          | Pierre Goulet          |           |             |
| 1919                                                                                             | 1935          | Ferdinand Mariette     |           |             |
| 1935                                                                                             | 1952          | Louis Delafosse        |           |             |
| 1952                                                                                             | 1953          | Edmond Legrand         |           |             |
| 1953                                                                                             | 1965          | André Bellenger        |           |             |
| 1965                                                                                             | 1973          | Ernest Château         |           |             |
| 1973                                                                                             | 1977          | Albert Meslier         |           |             |
| 1977                                                                                             | 1980          | André Bellenger        |           |             |
| 1980                                                                                             | mars 2008     | Nicole Mourocq         | SE        |             |
| mars 2008                                                                                        | décembre 2016 | Jocelyne Legrand       | SE        | Enseignante |
| Une partie des données est issue d'une liste établie par Jean Pouëssel, S Grillot et J. Legrand. |               |                        |           |             |

Le conseil municipal était composé de onze membres dont le maire et deux adjoints.
| Période      | Période  | Identité         | Étiquette | Qualité     |
| ------------ | -------- | ---------------- | --------- | ----------- |
| janvier 2016 | mai 2020 | Jocelyne Legrand | SE        | Enseignante |

## Population et société

### Démographie
L'évolution du nombre d'habitants est connue à travers les recensements de la population effectués dans la commune depuis 1793. À partir du 1er janvier 2009, les populations légales des communes sont publiées annuellement dans le cadre d'un recensement qui repose désormais sur une collecte d'information annuelle, concernant successivement tous les territoires communaux au cours d'une période de cinq ans. 
Pour les communes de moins de 10 000 habitants, une enquête de recensement portant sur toute la population est réalisée tous les cinq ans, les populations légales des années intermédiaires étant quant à elles estimées par interpolation ou extrapolation. Pour la commune, le premier recensement exhaustif entrant dans le cadre du nouveau dispositif a été réalisé en 2008,.
En 2018, la commune comptait 343 habitants, en évolution de +10,29 % par rapport à 2013 (Manche : +0,44 %, France hors Mayotte : +2,49 %).
Troisgots a compté jusqu'à 651 habitants en 1841.
| 1793 | 1800 | 1806 | 1821 | 1831 | 1836 | 1841 | 1846 | 1851 |
| ---- | ---- | ---- | ---- | ---- | ---- | ---- | ---- | ---- |
| 491  | 576  | 536  | 555  | 599  | 617  | 651  | 628  | 622  |

| 1856 | 1861 | 1866 | 1872 | 1876 | 1881 | 1886 | 1891 | 1896 |
| ---- | ---- | ---- | ---- | ---- | ---- | ---- | ---- | ---- |
| 609  | 569  | 588  | 515  | 560  | 543  | 510  | 501  | 446  |

| 1901 | 1906 | 1911 | 1921 | 1926 | 1931 | 1936 | 1946 | 1954 |
| ---- | ---- | ---- | ---- | ---- | ---- | ---- | ---- | ---- |
| 486  | 445  | 420  | 407  | 422  | 388  | 377  | 368  | 359  |

| 1962 | 1968 | 1975 | 1982 | 1990 | 1999 | 2008 | 2013 | 2018 |
| ---- | ---- | ---- | ---- | ---- | ---- | ---- | ---- | ---- |
| 377  | 376  | 361  | 318  | 316  | 302  | 273  | 311  | 343  |

## Culture locale et patrimoine

### Lieux et monuments
- Basilique néogothique de la fin du XIXe siècle (1889), consacrée à Notre-Dame sur le site appelé la Chapelle-sur-Vire. L'édifice abrite une statue de sainte Anne du XVe portant la Vierge qui porte son fils et trois bas-reliefs et deux hauts-reliefs du XVe en albâtre, d'importation anglaise, insérés dans le retable du maître-autel du XIXe, classés au titre objet aux monuments historiques[31]. Le site pittoresque en vallée de la Vire, qui était précédemment occupé par la chapelle Notre-Dame-sur-Vire datant de la fin du XIIe siècle[32], est depuis le VIIe siècle un lieu de pèlerinage marial important.
- Église Saint-Lô de la fin du XIXe siècle, de style néogothique également, bâtie à l'emplacement d'une église romane. L'édifice avec son clocher en bâtière dominant la colline sur laquelle est situé le bourg, est visible de beaucoup de points de vue alentour. L'église en grande partie détruite en 1944 a été reconstruite en 1952. Elle abrite des clefs de voûte qui reprennent les armoiries des évêques de Coutances, et des vitraux du XXe de Max Ingrand.

Le clocher en zinc servit aux Allemands d'observatoire pendant les combats de la libération.
- Calvaire du XIXe siècle.
- Point de vue sur les roches de Ham.
- Retranchements de l'ancien château fort, au sud du village, sur le bord de la Vire[33].

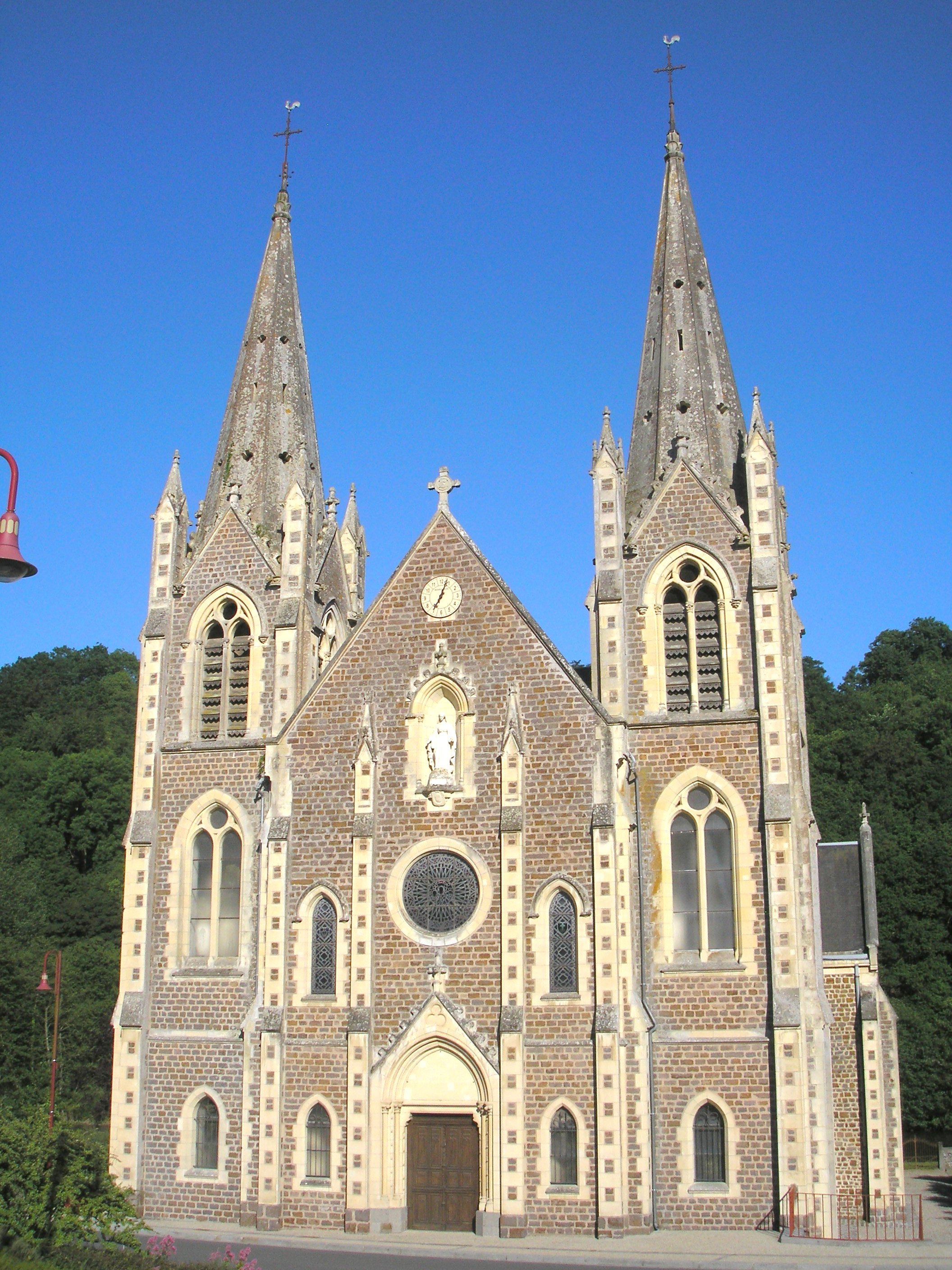
La basilique de la Chapelle-sur-Vire.
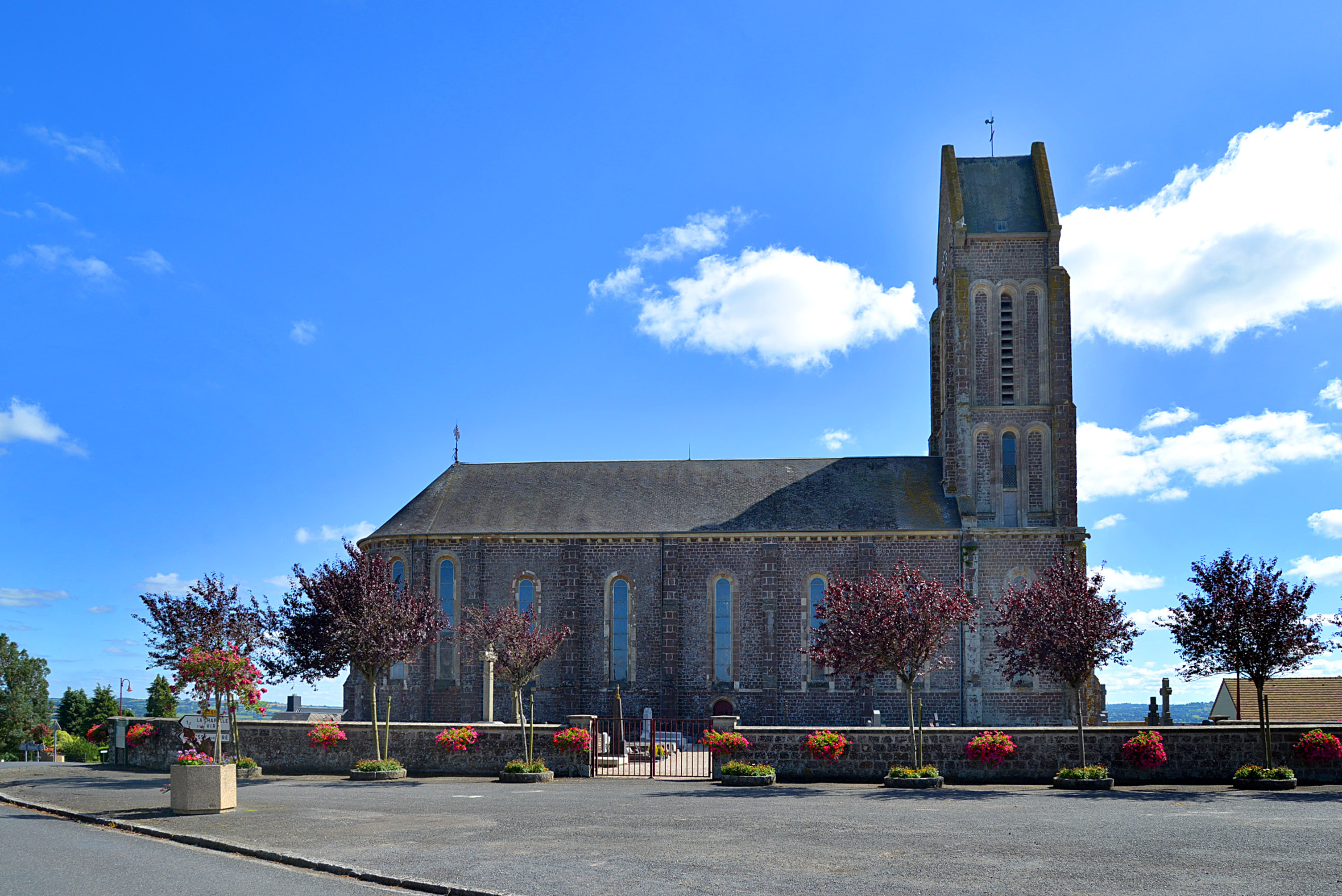
L’église Saint-Lô, vue nord.
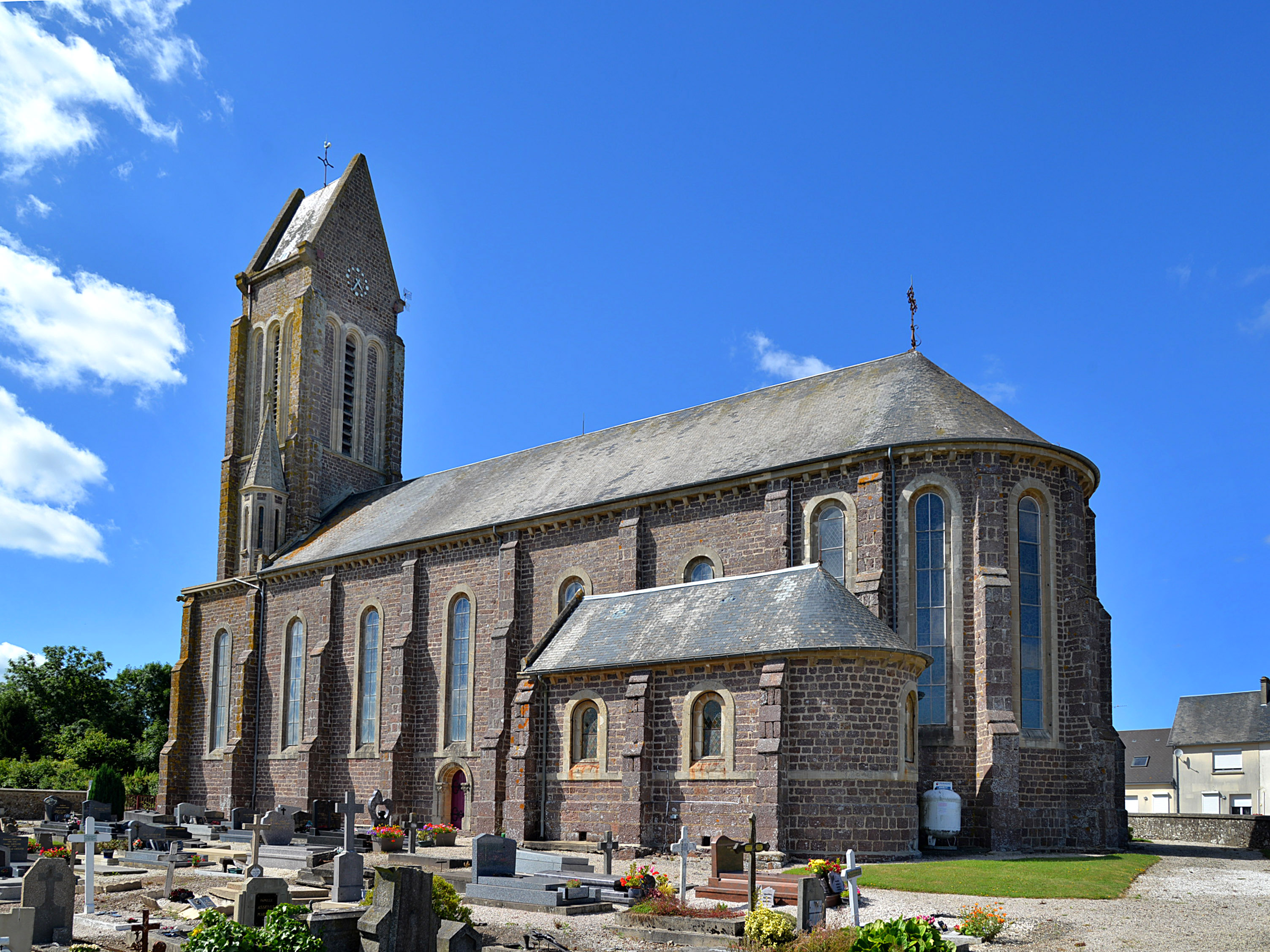
L’église Saint-Lô, vue sud-est.